# Oldsmobile Modell D
Das Oldsmobile Modell D war ein PKW, der im Modelljahr 1909 von Oldsmobile gefertigt wurde. Er ersetzte das Modell M des Vorjahres. Das ähnliche Oldsmobile Modell DR war die Roadster- / Coupéausführung, hatte den gleichen Motor und ersetzte das Modell MR von 1908.
Die Fahrzeuge hatten vorne eingebaute, wassergekühlte Reihenvierzylinder-Viertaktmotoren, die aus dem Hubraum von 5506 cm³ in diesem Jahr eine Leistung von 40 bhp (29 kW) zogen.
Die Motorkraft wurde über ein Dreiganggetriebe mit Schalthebel rechts außen und eine Kardanwelle an die Hinterräder weitergeleitet. Das Bremspedal wirkte auf die Kardanwelle, der Handbremshebel auf die Trommelbremsen an den Hinterrädern. Der Wagen wurde als 4-türiger Tourenwagen, 4-türige Limousine oder 4-türiges Landaulet geliefert (Modell D). Das Modell DR gab es als 2-sitzigen Roadster oder 2-türiges Coupé. Acetylenbeleuchtung war serienmäßig, ebenso wie Öllampen und Gepäckträger.
Zusammen mit dem etwas kleineren Vierzylindermodell X entstanden in diesem Jahr 1100 Fahrzeuge.  Im Folgejahr wurden die Modelle D und DR durch den Special abgelöst.